# Ned Dennehy
Ned Dennehy (n. 8 de diciembre de 1965) es un actor irlandés. Su papel importante hasta la fecha es Tommy en Tyrannosaur. También apareció en Blitz , Harry Potter y las Reliquias de la Muerte: parte 1 y en la película independiente Downhill. Actualmente, en la televisión, ha trabajado en la serie Damo and Ivor y en Parade's End, Luther, Peaky Blinders y Banished; así como en la serie australiana Glitch y Good Omens (serie de televisión) donde interpreta a Hastur, duque del Infierno.

## Filmografía

### Series de televisión
| Año         | Título     | Personaje        | Notas        |
| ----------- | ---------- | ---------------- | ------------ |
| 2015 - 2019 | Glitch     | Paddy Fitzgerald | 12 episodios |
| 2015 - 2016 | Dickensian | Ebenezer Scrooge | 17 episodios |
| 2015 - 2020 | Outlander  | Lionel Brown     | 12 episodios |